# 渡部恒明
渡部恒明（わたべ つねあき、1936年4月4日 - 1965年8月16日）は、日本の登山家である。

## 経歴
1936年4月4日、九州の福岡に次男として生まれる。
1965年8月、マッターホルンの北壁を服部満彦とともに達成、日本人初登頂を果たした。
1965年8月16日、高田光政とともにアイガー北壁を登山中、登頂まであと300mというところで墜落・負傷し、高田は渡部の救助を求める際に山頂を経由したため、北壁の日本人初登頂を果たした。
渡部はその間に謎の墜死を遂げた。
同年9月15日、高田がソ連船「バイカル号」で横浜港へ帰国。渡部の遺骨は、遺族に引き渡された。
この出来事は各種メディアに取り上げられたが、特に登山小説家である新田次郎作の「アイガー北壁」という小説はこれをもとにしたものである。